# Qualitätsführerschaft
Als Qualitätsführerschaft wird eine Wettbewerbsstrategie bezeichnet, bei der aus Sicht der Nachfrager die Produktqualität oder Dienstleistungsqualität eines Unternehmens auf einem Markt im Vergleich zu seinen Wettbewerbern als führend wahrgenommen wird.

## Allgemeines
Als Wettbewerbsstrategien gibt es Kosten-, Preis-, Qualitäts- und Technologieführerschaft. Gemeinsam ist diesen Unternehmensstrategien, dass ein Unternehmen auf einem bestimmten unternehmerischen Sektor (Kosten, Marktpreis, Produktqualität/Dienstleistungsqualität oder Technologie) einen größeren Vorsprung oder Vorteile gegenüber den Konkurrenten im selben Marktsegment aufweist. Qualitätsführerschaft ist darauf ausgerichtet, dass ein Unternehmen eine höhere Produktqualität anbietet als es der Wettbewerb vermag.
Kern dieser Strategie ist die Produkt- oder Dienstleistungsqualität. Qualität setzt sich aus Funktionsnutzen und Zusatznutzen zusammen. Zum Funktionsnutzen gehören Haltbarkeit, Schnelligkeit, Fehlersicherheit, universelle Einsetzbarkeit und Gesundheits- und Umweltfaktoren. Der Zusatznutzen besteht aus der Produktgestaltung und der Verknüpfung eines Produkts mit Zusatzdienstleistungen (englisch value added services). Bei letzteren handelt es sich um Sekundärdienstleistungen, die das eigentliche Produkt ergänzen (etwa im Flugticket enthaltener kostenloser Zubringerdienst zum Flughafen). Der Qualitätsführer hebt sich durch seine herausragende Produktqualität von anderen Wettbewerbern, die das gleiche Produkt anbieten, deutlich ab und kann deshalb zum Marktführer aufsteigen. Auch bei der Markenführung spielen die Produkt- und Dienstleistungsqualität eine zentrale Rolle.
Heute beruht das nicht mehr auf Zufall, sondern gehört zur strategischen Planung eines Unternehmens. Erzielt es durch Kostensenkung Kostenvorteile, kann es – bei gleichbleibendem Marktpreis – mehr Gewinne erzielen als die Konkurrenz oder es senkt die Preise und zieht mehr Nachfrage auf sich. Preisführerschaft gibt es beispielsweise beim Teilmonopol, einem Markt mit einem großen und vielen kleinen Anbietern. Hier hat das Großunternehmen einen gewissen Spielraum in seiner Preissetzung etwa durch Skaleneffekte. Die kleineren Unternehmen werden sich bei ihren Preisentscheidungen am Marktführer orientieren. Qualitätsführerschaft erfordert einen Vorsprung bei Produktqualität oder Dienstleistungsqualität und zwingt Konkurrenten, nachzuziehen.

## Geschichte
Der Nationalökonom Joseph Schumpeter beschrieb 1911 in seinem Werk Theorie der wirtschaftlichen Entwicklung einen dynamischen Unternehmer (Pionierunternehmer), der durch seine Innovation zu einem Monopolisten wird. Dies bleibe er so lange, bis Nachahmer auftreten oder seine Innovation durch weitere Entwicklungen verblasst. Auch die Einführung neuer Produktionsmethoden, die Erschließung neuer Absatzmärkte oder die Eroberung neuer Beschaffungsquellen für Roh-, Hilfs- und Betriebsstoffe (englisch Low-Cost Country Sourcing) könne dem Monopolisten einen Gewinn einbringen, dem Erich Preiser 1955 den Namen Pioniergewinn gab.
Der US-Ökonom Michael E. Porter brachte 1980 ein vielbeachtetes Buch auf den Markt, das eine Welle von Reaktionen in der Fachliteratur auslöste und in der Praxis auf hohe Akzeptanz stieß. Danach gibt es drei Wettbewerbsstrategien, die Differenzierungsstrategie (Qualitätsführerschaft), die Kosten- und Preisführerschaft und die Nischenstrategie („Fokussierung“). Ein Unternehmen kann sich nach Porter im Wettbewerb mit anderen nur dann erfolgreich positionieren, wenn es eine dieser Strategien verfolgt. Ein Qualitätsvorsprung ist geeignet, die Preisempfindlichkeit der Abnehmer zu verringern, wodurch höhere Preise erzielt werden können. Qualitätsführerschaft kann Porter zufolge bei zu hohen Preisunterschieden dazu führen, dass Kunden bewusst Qualitätseinbußen in Kauf nehmen und als Nachfrager ausfallen oder Nachahmer den Qualitätsunterschied auszugleichen versuchen.

## Betriebswirtschaftliche Voraussetzungen
Qualitätsmanagement, Qualitätskontrolle und Qualitätssicherung sind wesentliche Voraussetzungen, um Qualitätsführerschaft zu erreichen. Sie erfordert ein konsequentes Total-Quality-Management. Dabei ist jedoch zu berücksichtigen, dass diese Kontrollaufgaben von Organisationseinheiten desselben Unternehmens wahrgenommen werden; Unternehmen kontrollieren ihre Qualität also selbst. Selbstkontrolle ist erfahrungsgemäß nicht so effizient wie Fremdkontrolle und kann mit Interessenkonflikten verbunden sein, sie verwirklicht jedoch immerhin das Vier-Augen-Prinzip. Effizientes Total-Quality-Management verursacht höhere Fixkosten, die den Gewinn mindern. Zieht jedoch durch den Status der Qualitätsführerschaft ein Unternehmen mehr Nachfrage an sich, sind die Fixkosten hinnehmbar, wenn die Grenzerlöse sie übersteigen.
Die Qualitätsführerschaft erfordert im Rahmen einer Qualitätspolitik eine fortschrittliche Produktionstechnologie, Produktinnovation und Produktentwicklung. Dazu sind hoch qualifizierte Arbeitskräfte und organisatorische Vorkehrungen wie ein funktionierendes Qualitätsmanagement erforderlich. Wesentliche betriebliche Funktion ist die Forschung und Entwicklung, die erhöhte Forschungs- und Entwicklungskosten mit sich bringt. Steigt der Anteil der Forschungs- und Entwicklungskosten (Forschungsintensität) in einem Unternehmen überproportional zu den Gesamtkosten an, so erhöht sich die Wahrscheinlichkeit, dass es zum Qualitätsführer am Markt aufsteigt. Häufig ist damit auch die Position eines Technologieführers verbunden. Qualitätsführer ist demnach, wer die höchste Forschungsintensität in einem Wirtschaftszweig aufweist. Der Qualitätsführer kann bei Kostenparität zu den Wettbewerbern seinen Differenzierungsvorteil ausnutzen. Produzieren alle Unternehmen mit identischer Qualität, so kann sich ein Unternehmen durch Produktinnovation von den Wettbewerbern als Qualitätsführer absetzen. Etwaige Qualitätsfolger sehen sich Marktschranken gegenüber, die durch hohe Markteintrittskosten gekennzeichnet sind. Diese Markteintrittskosten schrecken Qualitätsfolger ab, wenn die fixen Markteintrittskosten höher sind als der zu erwartende Gewinn.

## Wirtschaftliche Aspekte
Bei gegebenen Marktpreisen kann der Qualitätsführer seine Umsatzerlöse erhöhen und steht dabei im Qualitätswettbewerb mit Konkurrenten. Er kann oft auch einen höheren Preis durchsetzen, mit denen die zusätzlich für die höhere Produktqualität anfallenden Forschungs- und Entwicklungskosten amortisiert werden können. Die Wettbewerbsfähigkeit nimmt durch Qualitäts- oder Technologieführerschaft zu, weil die Produkte sachliche Präferenzen bei Kunden schaffen und auch deshalb bevorzugt gekauft werden. Tauchen nun Qualitätsfolger auf und nehmen die Markteintrittskosten in Kauf, beginnt der Preiskampf, und der Qualitätsführer muss eine Preissenkung hinnehmen.